# Cyphea curtula
Cyphea curtula är en skalbaggsart som först beskrevs av Wilhelm Ferdinand Erichson 1837.  Cyphea curtula ingår i släktet Cyphea, och familjen kortvingar. Enligt den svenska rödlistan är arten nära hotad i Sverige. Arten förekommer i Götaland, Gotland, Öland, Svealand, Nedre Norrland och Övre Norrland. Artens livsmiljö är skogslandskap.